# Sigüés
Sigüés ist eine Gemeinde (municipio) im Pyrenäenvorland in der Provinz Saragossa der Autonomen Gemeinschaft Aragonien. Sigüés gehört zur Comarca Jacetania. Ein großer Teil des Gemeindegebietes nimmt die Yesa-Talsperre ein. 2024 hatte die Gemeinde 70 Einwohner.

## Gemeindegliederung
- Sigüés
- Aringo
- Asso-Veral
- Escó
- Los Baños
- Miramont
- Tiermas

## Sehenswürdigkeiten
- Kirche San Esteban, erbaut im 16. Jahrhundert
- Ermita de San Juan